# Anton Ludwig Heinrich Ohmann
Anton Ludwig Heinrich Ohmann (Hamburg, 1 de febrer de 1775 - Riga, Letònia, 30 de setembre de 1833) fou un cantant, director d'orquestra, violinista i compositor alemany. Primerament fou violinista de l'orquestra del teatre d'Hamburg i després director d'orquestra del de Reval fins que el 1797 entrà com a cantant en el teatre Imperial (Burgtheater) de Viena, convertint-se ben aviat en l'artista favorit del públic. El 1802 es traslladà a Riga, en el teatre d'aquesta ciutat i va romandre com a cantant fins al 1809, sent més tard director d'orquestra i mestre de capella en la mateixa capital. Posseïa una bella veu de baix i era molt hàbil en diversos instruments. Va compondre les òperes La princesa de Cacambo, La cacera del príncep i El cosac i el voluntari, que es representaren a diversos teatres amb molt bon èxit.